# Opòssum cuacurt musaranya
L'opòssum cuacurt musaranya (Monodelphis sorex) és una espècie d'opòssum de Sud-amèrica. Viu a l'Argentina, el Brasil i l'Uruguai.